# Motokros

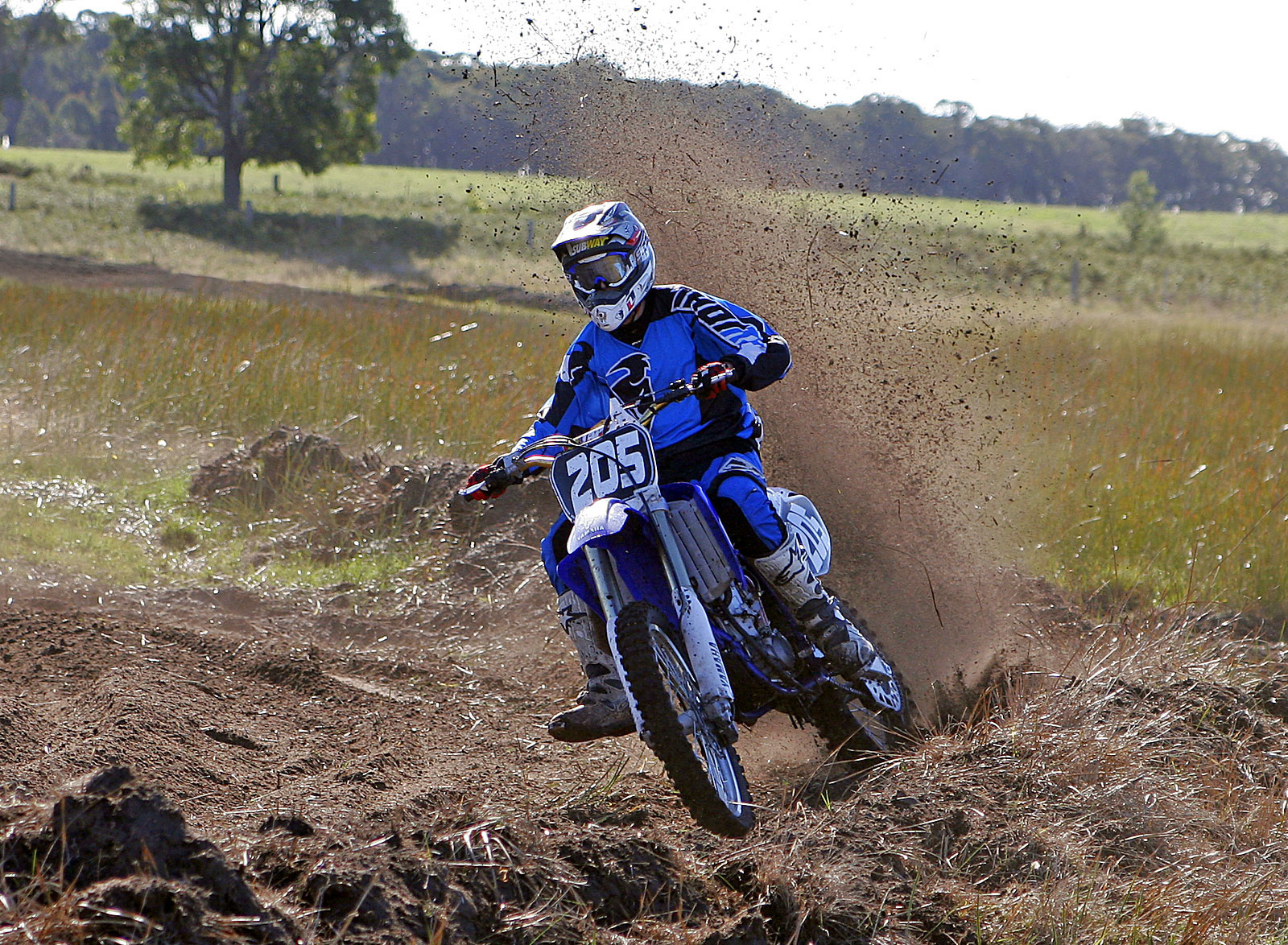
Motokrosový jezdec

Motokros je druh motocyklového sportu. Závody se jezdí na uzavřených terénních tratích. Motocykly jsou speciálně konstruovány pro jízdu v terénu a dělí se do výkonových kategorií podle kubatury.

## Kategorie
Dnes převážně platí rozlišení na kategorie MX1, MX2 a MX3, na místo dřívějšího značení 125 cm³, 250 cm³ a 500 cm³.

### MX1
MX1 motocykly kat. I, skupina AI, od 175 cm³ do 250 cm³ pro dvoutaktní motory a od 290 cm³ do 450 cm³ pro čtyřtaktní motory.

### MX2
MX2 motocykly kat. I, skupiny AI, od 100 cm³ do 125 cm³ pro dvoutaktní motory a od 175 cm³ do 275 cm³ pro čtyřtaktní motory.

### MX3
MX3 je také nazývána OPEN, neboli neomezená. Kategorie MX3 motocykly kat. I, skupiny AI, od 290 cm³ do 500 cm³ pro dvoutaktní motory a od 475 cm³ do 650 cm³ pro čtyřtaktní motory. Motocykly kategorie MX1 a MX2 se také mohu zúčastnit soutěží třídy MX3.

## Organizace motokrosu v České republice
Motokros je v České republice organizován v rámci Autoklubu České republiky. Komise motokrosu je nejvyšším orgánem českého motokrosu a patří pod sekci motocykly. Předsedou komise je v současnosti Jiří Šitina, místopředsedou Přemysl Hájek. Dalšími členy sedmičlenné komise jsou David Novotný, Václav Vizinger, Jindřich Hrabica, Evžen Zadražil a Vít Šplíchal. Kromě seriálu mistrovství České republiky se každoročně soutěží také v šesti přeborech (Západní Čechy, Praha VVL, Střední Čechy, Jižní Čechy, Pardubice a Morava).

## Sporty odvozené z motokrosu
Z motokrosu je odvozených několik dalších sportů.

### Freestyle Motocross (FMX)

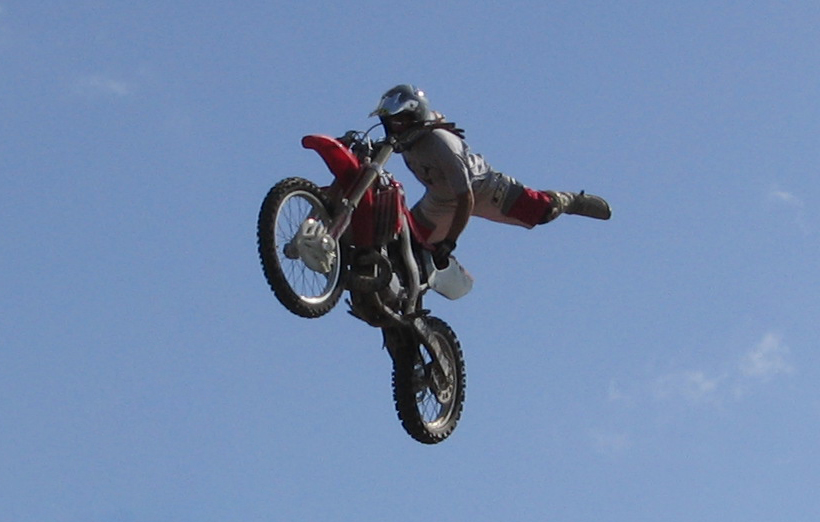
Freestyle motokrosový jezdec Mike Adair

Tato motocyklová disciplína, jež vznikla při motokrosových závodech, se v dnešní době těší velké divácké oblibě. Dech beroucí skoky jezdců na upravených motokrosových strojích, předvádějící nejrůznější nebezpečné, ale divácky velmi atraktivní triky. Původ této disciplíny je ve spojených státech, kde se v polovině osmdesátých let během superkrosových závodů začaly objevovat první pokusy o předvádění napínavých skoků. V devadesátých letech začali jezdci vytvářet jednotlivé triky a poté je pojmenovávat.
Průkopníky tohoto nového sportu byli jezdci Mike Metzger,Jeremy McGrath a Mad Mike Jones. První oficiální FMX (freestyle motocross) závody se konaly v americkém Castaic Lake v roce 1996. Prvním světovým šampionem se pak stal devatenáctiletý Španěl Edgar Torronteras. O dva roky později je pak založena mezinárodní asociace freestyle motokrosu pod zkratkou [IFMA].
V České republice je průkopníkem freestyle motokrosu sportu Petr Kuchař. Jako první v Evropě skočil salto na motocyklu tzv. „backflip“. Česko se může pyšnit i dalším rekordem ve freestyle motokrosu, když se stal nejmladším jezdcem na světě, který skočil backflip tehdy 14letý [Petr Pilát]. Naši jezdci tak patří mezi špičkovou tohoto sportu a zúčastňují se série mistrovství světa. Mezi světové medailisty patří Libor Podmol, který získal medaili i na amerických X-Games. Dalším českým jezdcem je i Matěj Česák.

### Supermoto

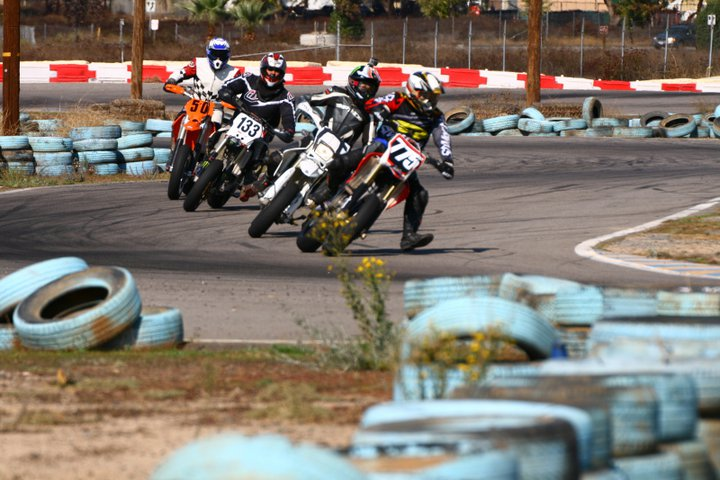
Asfaltová část trati

Moderní supermoto je křížencem mezi motokrosem a silničním závoděním.
Stroje Supermoto vychází z motocyklů pro motokros nebo enduro s určitými povolenými úpravami dle řádů pro Supermoto. Kategorie jsou od mládežnických 85 cm³, přes 125 a 250 cm³ (450 cm³ pro čtyřtakty), až po 750 cm³. Závody se většinou konají na silničním okruhu nebo motokárové trati s off-road vložkou. Většina supermoto tratí je tvořena z 50 - 75 % asfaltem, zbytek potom tvoří off-road část. Ta mívá zpravidla jílový povrch a je doplněna motokrosovými překážkami jako jsou tobogány v zatáčkách a skoky. Tento druh trati lze vystavit v podstatě na jakémkoliv větším asfaltovém prostoru s možností hlíny.
Proto jsou supermoto podniky často pořádané v městských zástavbách s využitím uzavřených městských ulic či parkovišť, jako off-road sekce potom poslouží navážka jílu. Závody Supermoto vznikly v 80. letech v USA jako závod specialistů z různých disciplín (silniční závody, motokros, plochá dráha) s cílem určit nejlepšího jezdce. Už v 90. letech závody za „své“ přijala i Evropa. S velkým úspěchem. Tato nová disciplína byla rychle importována do Evropy, speciálně do Francie, kde se okamžitě začaly organizovat závody. Ty se následně rozšířily do dalších zemí jako Belgie, Německo a Švýcarsko.
V České republice se první závod Supermoto jel v roce 1999 na okruhu v Písku. V roce 1998 vznikla Evropská motocyklová federace (UEM) a ještě tentýž rok zorganizovala první Mistrovství Evropy. První sezóna Mistrovství světa proběhla až v roce 2002, v roce 2003 se jelo poprvé Mistrovství světa i v České republice na okruhu v Sosnové. V České republice jsou čtyři areály vhodné pro závody Supermoto. Jsou to okruhy v Písku, ve Vysokém Mýtě, v Sedlčanech a v Sosnové u České Lípy. Tratě jsou různorodé s rozdílnými povrchy - pevný podklad (asfalt, beton - minimálně 60%) a nezpevněný (přírodní) povrch (minimálně 20%).

### ATV/Quad Motocross

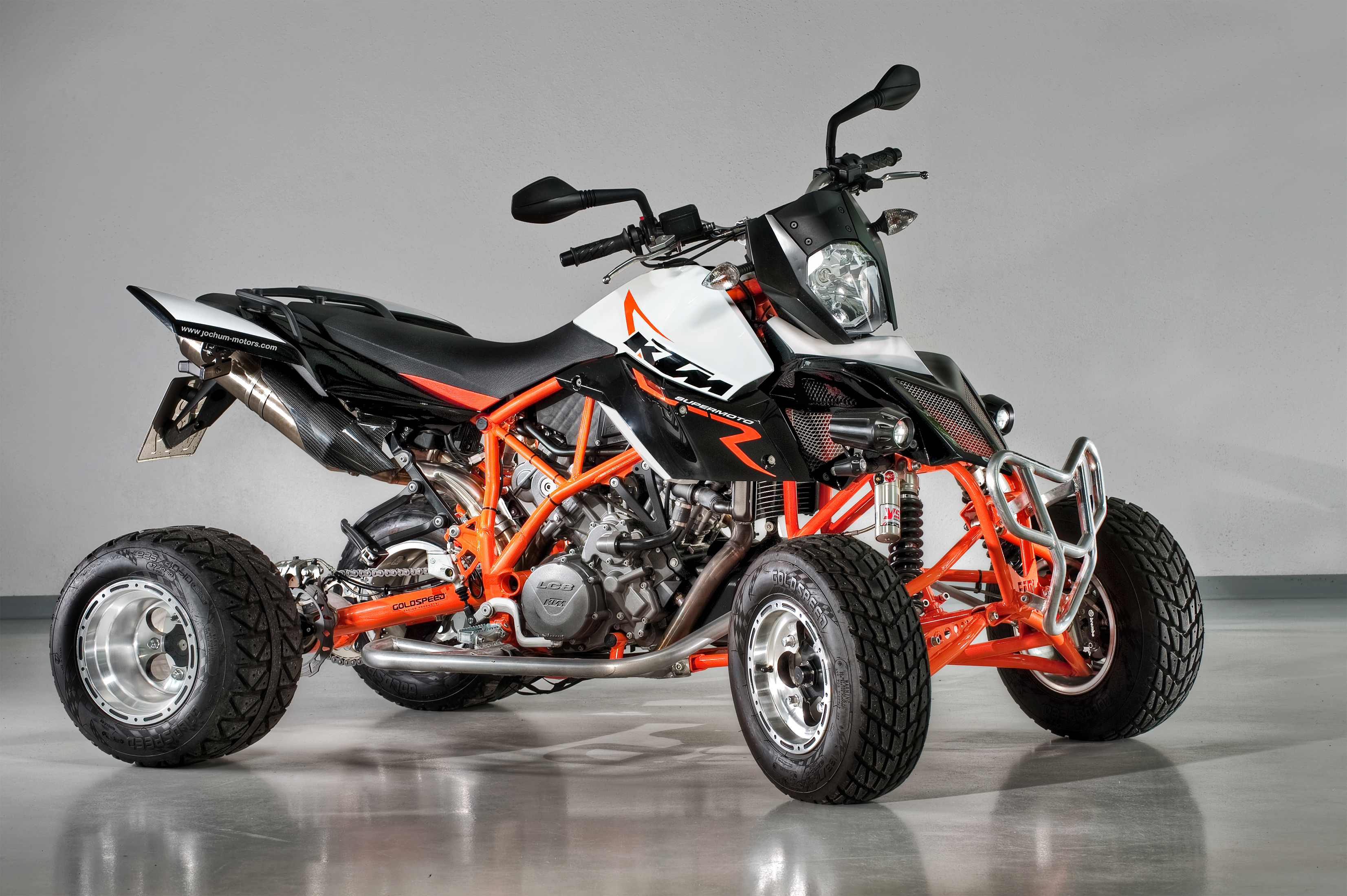
KTM Qaud 990 neutral

Výroba první čtyřkolky sahá na konec šedesátých a začátek sedmdesátých let, kdy Honda přišla s první terénní tříkolkou o obsahu 70 cm³. Motor se při prvních testech ukázal jako slabý a byl nahrazen silnějším s obsahem 89 cm³, který disponoval 7 koňmi. Už tehdy se tříkolka rychle stala víkendovou zábavou především v USA, a to i díky své ceně 595 dolarů. Tříkolky se začaly rychle používat v zemědělských a průmyslových odvětvích, kde narůstala jejich obliba, a tak se začaly psát nové stránky motorismu s názvem ATC – All Terrain Cycles. Tato tendence a trend ATC vydržel Hondě okolo deseti let. Ostatní firmy také montovaly tříkolky, nicméně se stále lepšími, silnějšími a výkonnějšími motory. Byl to vlastně začátek jejich konce. Tříkolky se staly totiž velice nezvladatelné, vratké a dost nebezpečné a na japonské továrny začaly přicházet hromadné žaloby.
Jako první opravdovou vlaštovku čtyřkolky přinesla Suzuki tím, že přidala tříkolce k přednímu kolu ještě jedno a tak vznikla první čtyřkolka. Zatím však velmi jednoduché koncepce bez tlumičů a náhonem pouze zadních kol. Prototyp první čtyřkolky byl na světě. V polovině osmdesátých let spatřila světlo světa čtyřkolka s náhonem všech 4 kol od Hondy a tím došlo k rozdělení čtyřkolek na sportovní – QUAD a užitkové ATV.

#### Sportovní čtyřkolky (QUAD)

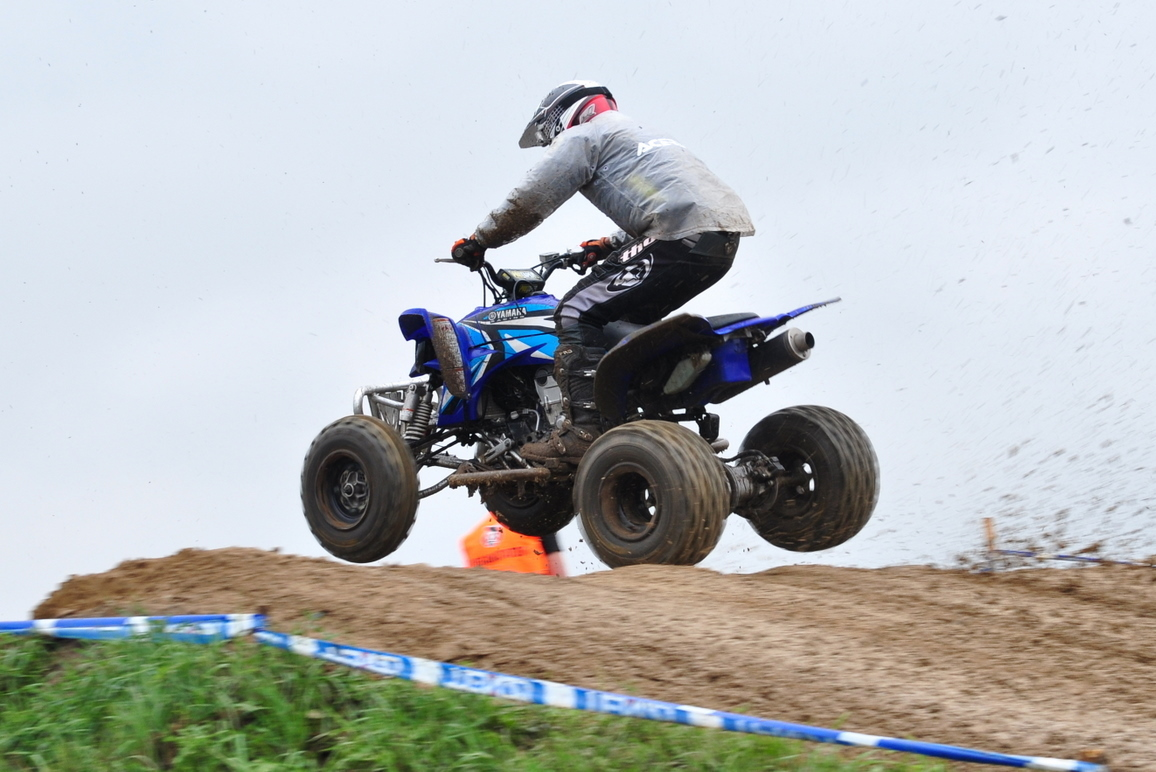
Sportovní quad

Čtyřkolky mají náhon pouze zadních kol a to řetězem kvůli váze, nízko položené těžiště a široké nápravy pro lepší stabilitu. To vše znamená dobré jízdní vlastnosti.

### Supercross
Supercross je druh motocyklového sportu, zahrnující závody specializované na vysoký výkon off-road motocyklů, na uměle vyrobených polních cestách. Skládá se z prudkých skoků a překážek. Profesionální Supercross soutěžní závody se konají hlavně v baseballových a fotbalových stadionech. Supercross tratě mají obecně mnohem kratší rovinky a utažené zatáčky a jsou více techničtější než motokrosové tratě, vzhledem k omezenému prostoru kryté arény. Supercross sezóny se konají v průběhu zimních a jarních měsících.
Supercross sezóny cestují po celých Spojených státech. Série Supercross Lites jezdců, je rozdělena do dvou řad - východní a západní pobřeží. Třídy Supercross mají jednu velkou sérii, kde se pohybují z východu na západ na závod.

### SideJeep's
Sidecar závody, známé jako Sidecarcross, neboli „Sajdkár“, vznikly už v roce 1950, přičemž se jejich popularita začala postupně snižovat. Tyto závody jsou známy hlavně v Evropě, pak ve Spojených státech amerických, Novém Zélandu a Austrálii. Postranní vozíky jsou účelové rámy s plochou platformou. Jsou připojeny k jedné straně motocyklu a řídítka, ve výšce pasu, drží na straně vozíku. Cestující vyrovnává na vozíku tím, že tzv. protizávaží, a to zejména v rozích a na skoky. Sidecarcross je velmi fyzicky náročný, zejména pro cestující.

### Pitbike

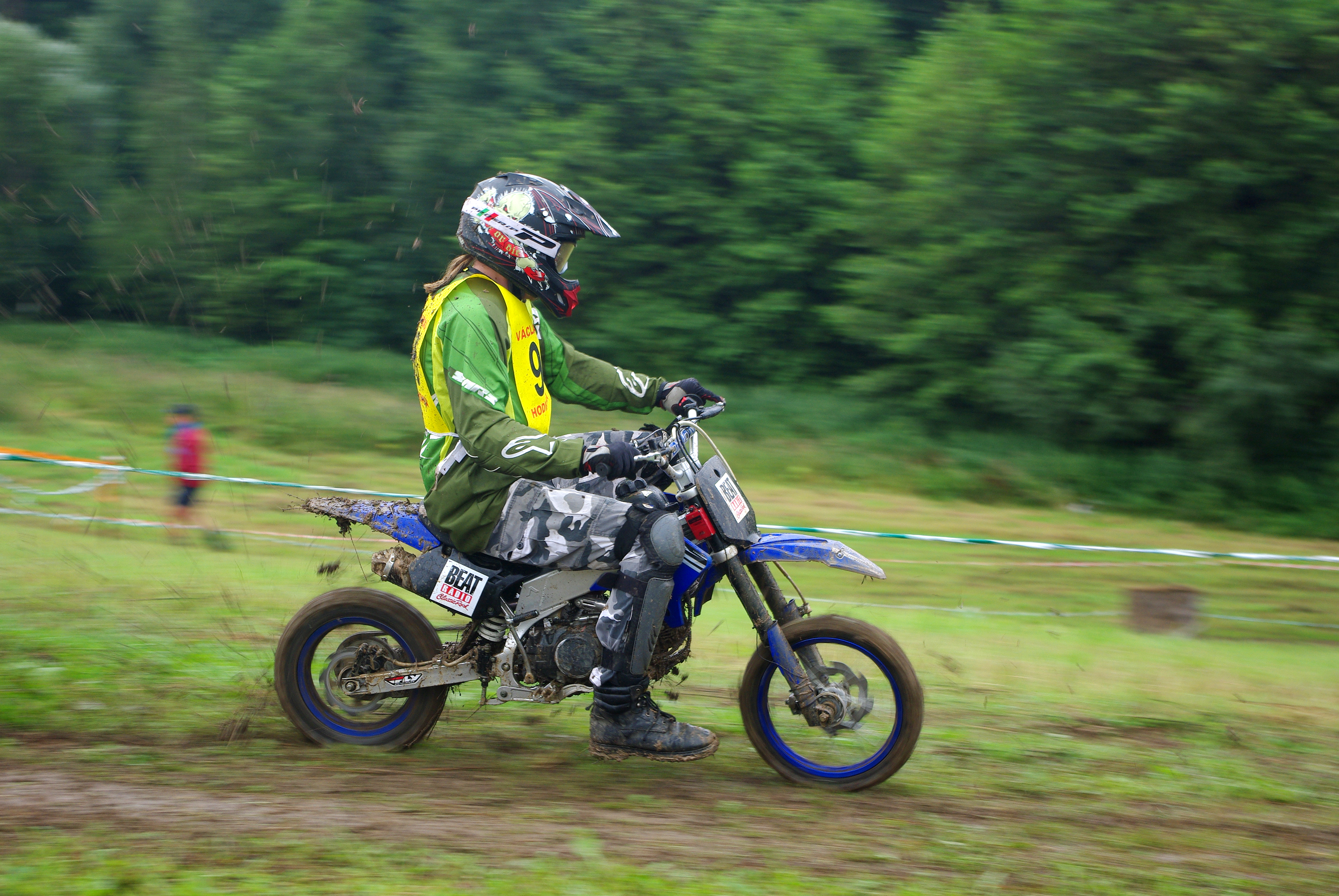
Pitbike na motokrosovém závodu Václavická hodinovka 2010

Tento poměrně mladý druh motocyklů původně vznikl v USA, kde to byl motocykl „po domácku“ vyrobený nebo alespoň upravovaný a používaný k dopravě závodníků a jejich mechaniků po závodním depu, tzv. pit line, odtud také pochází název pitbike. V dnešní době už samostatný druh motorky a speciální kategorie.
Dnes se také často používá název dirtbike, což znamená špinavý motocykl. Právě pro jeho využití pro jízdu v terénu, ke které je tento motocykl určený. I když byly dříve tyto motocykly poměrně malé konstrukce, jsou určeny nejen pro děti, ale i dospělé. Důvodem bylo, aby při přepravě motocykly zabraly co nejméně místa. Dnes už se vyrábějí ve všech velikostech, až do velikosti běžného motocyklu.

## Výrobci motokrosových motocyklů
Největšími výrobci motokrosových strojů jsou Husqvarna, Honda, Husaberg, Kawasaki, KTM, Suzuki a Yamaha. V minulosti se jimi proslavila značka ČZ.